# Neville Hayes
Neville Hayes (Australia, 2 de diciembre de 1943) es un nadador australiano retirado especializado en pruebas de estilo mariposa, donde consiguió ser subcampeón olímpico en 1960 en los 200 metros.

## Carrera deportiva
En los Juegos Olímpicos de Roma 1960 ganó la medalla de plata en los 200 metros estilo mariposa, con un tiempo de 2:14.6 segundos, tras el estadounidense Mike Troy; y también ganó la plata en los relevos de 4x100 metros estilos, nadando el largo de mariposa, tras Estados Unidos y por delante de Japón.